# Эркенов, Ахмат Чокаевич
Ахмат Чокаевич Эркенов (род. 13 июля 1951) — российский государственный и политический деятель. Депутат Государственной Думы России пятого созыва с декабря 2007 года от Карачаево-Черкесской Республики. Член партии Яблоко», член комитета по образованию.

## Биография
Родился в селе Ильичевского района Южно-Казахстанской области Казахской ССР.
Окончил Новочеркасский политехнический институт, доктор технических наук. Работал преподавателем в вузах Карачаево-Черкесии. До избрания депутатом Народного Собрания Карачаево-Черкесской Республики был деканом механико-технологического факультета Карачаево-Черкесской государственной технологической академии.
В 2004 году избран депутатом Народного Собрания Карачаево-Черкесской Республики. На выборах 2 декабря 2007 года избран депутатом Государственной Думы РФ пятого созыва по списку Единой России. Переизбран в 2011 по списку Единой России.

## Награды
- Благодарность Президента Российской Федерации (6 февраля 2014 года) — за активную законотворческую деятельность, заслуги в укреплении законности и многолетнюю добросовестную работу[3].